# Boulevard Barbès (Carcassonne)
Cet article concerne le boulevard carcassonnais. Pour les autres boulevards, voir Boulevard Barbès et Boulevard Barbès (Marseille).
Le boulevard Barbès est une voie publique et l'un des sept boulevards délimitant la bastide Saint-Louis, hyper-centre-ville de Carcassonne, chef-lieu du département de l'Aude.

## Situation et accès
Le boulevard Barbès est une artère d'une longueur de 575 mètres située dans le centre-ville de Carcassonne. De 1824 à 1973, il faisait partie de la route nationale 119, devenue ensuite la route départementale 119 à la suite de son déclassement.

### Voies rencontrées
Le boulevard Barbès rencontre les voies suivantes, dans l'ordre des numéros croissants (« g » indique que la rue se situe à gauche, « d » à droite) :
- Place du Général-de-Gaulle (début)
- Rue d'Alembert (g)
- Rue Marceau-Perrutel (g) et rue Jules-Sauzède (d)
- Rue des Études (d)
- Rue de la Rivière (g)
- Boulevard Marcou
- Allée d'Iéna
- Avenue Henri-Gout (prolongement)

## Origine du nom
Cette voie a été nommée en l'honneur d'Armand Barbès (1809-1870), homme politique français né à Pointe-à-Pitre.